# Marie Colvin

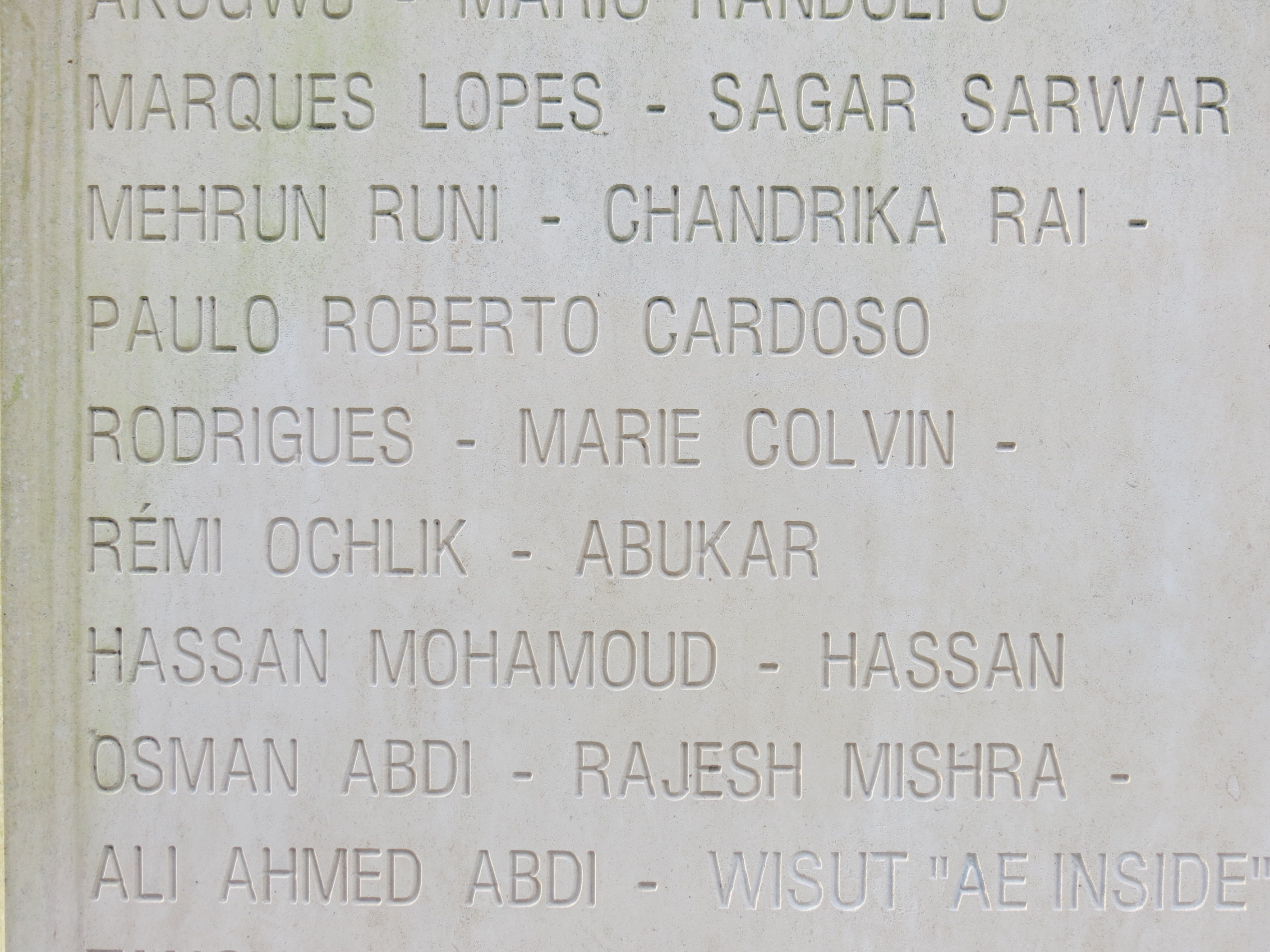
Mahnmal für getötete Journalisten in Bayeux.

Marie Catherine Colvin (* 12. Januar 1956 in Astoria, New York City, New York; † 22. Februar 2012 in Homs, Syrien) war eine US-amerikanische Journalistin.

## Leben
Colvin wurde als Tochter eines Lehrerehepaars geboren. Ihr Vater, ein ehemaliger US-Marine und Veteran des Koreakriegs, engagierte sich als Aktivist für die Demokraten unter John F. Kennedy. Marie Colvin organisierte in ihrer Heimatstadt Oyster Bay Proteste gegen den Vietnamkrieg. Sie studierte Amerikanische Literatur an der Yale University. Als Journalistin arbeitete sie zunächst für United Press International in New Jersey, anschließend in Paris.
1986 war sie die Erste, die nach den Angriffen auf Libyen Muammar al-Gaddafi interviewte, den sie in späteren Jahren noch mehrfach traf. Ab 1986 arbeitete Colvin als freie Mitarbeiterin für die Sunday Times und heiratete den Nahostkorrespondenten des Blattes, Peter Bishop, mit dem sie einige Jahre in Jerusalem lebte. In den nächsten Jahrzehnten berichtete sie für die Sunday Times aus den verschiedensten Krisen- und Kriegsgebieten, unter anderem über die Konflikte im Ersten Golfkrieg, Libanon, Kosovo, Israel und Jemen.
Während der Operation Donner half Colvin 1999 durch ihre Berichterstattung 1.500 Flüchtlinge im UN-Lager vor der Belagerung durch die indonesische Armee zu schützen. Vier Tage berichtete sie in Zeitungen und Fernsehen, bis die Flüchtlinge evakuiert wurden. Für ihren Bericht aus Tschetschenien wurde Colvin ausgezeichnet. Hier geriet sie unter den Beschuss russischer Flugzeuge.
Als Folge eines Angriffs in Sri Lanka verlor sie 2001 ihr linkes Auge und trug seitdem eine schwarze Augenklappe, an der man sie leicht wiedererkennen konnte. Ihre Arbeit während des 2. Golfkriegs im Irak neben vier anderen Journalistinnen wurde von Barbara Kopple in dem Dokumentarfilm Bearing Witness begleitet.
Am 22. Februar 2012 wurde Colvin während des Bürgerkriegs in Syrien bei einem Artillerieangriff der syrischen Armee auf ein Haus in Bab al-Amr, einem Stadtteil von Homs, getötet. Bei dem Angriff starb auch der Fotograf Rémi Ochlik. Weitere westliche Journalisten wurden verletzt.
Am 12. März wurde Colvin in ihrer Heimatstadt Oyster Bay beigesetzt. 2018 erschien mit A Private War ein biografischer Spielfilm, in dem Colvin von Rosamund Pike verkörpert wird.

## Auszeichnungen
- 2000: British Press Award – Best Foreign Correspondent of the Year
- 2000: Courage in Journalism Award der International Women’s Media Foundation
- 2012: Anna-Politkowskaja-Preis der britischen Menschenrechtsorganisation Reach All Women in War (RAW)
- 2019 (posthum): Medal des Ordem de Timor-Leste[7]

## Veröffentlichungen
- Marie Colvin: On the Front Line. The Collected Journalism of Marie Colvin. (Postum veröffentlicht) HarperPress, London 2012. ISBN 978-0-00-748796-7